# Väisälänmäki
Väisälänmäki est un paysage national de Finlande situé à 10 km de Lapinlahti.

## Description
Väisälänmäki est traversé par un sentier de randonnée de 3,4 km de longueur.
Le point le plus élevé de Väisälänmäki est la colline de Linnanmäki qui a une altitude de 220 mètres et est située à 135 mètres au-dessus du lac Onkivesi. Une tour d'observation est construite au sommet de Linnanmäki.

## Histoire
Les paysages de Väisälänmäki ont inspiré de nombreux artistes.
Eero Järnefelt visite de nombreuses fois dans les années 1890, il y peint entre-autres Isäntä ja rengit (1893), et Raatajat rahanalaiset dont on a tiré le thème du blason de la ville de Lapinlahti.
Né à Väisälänmäki, Pekka Halonen y peint Maisema vuorelta.
Dans les années 1980, Raimo Puustinen vient plusieurs fois à Väisälänmäki et y réalise Fuuga Savonia.

## Galerie

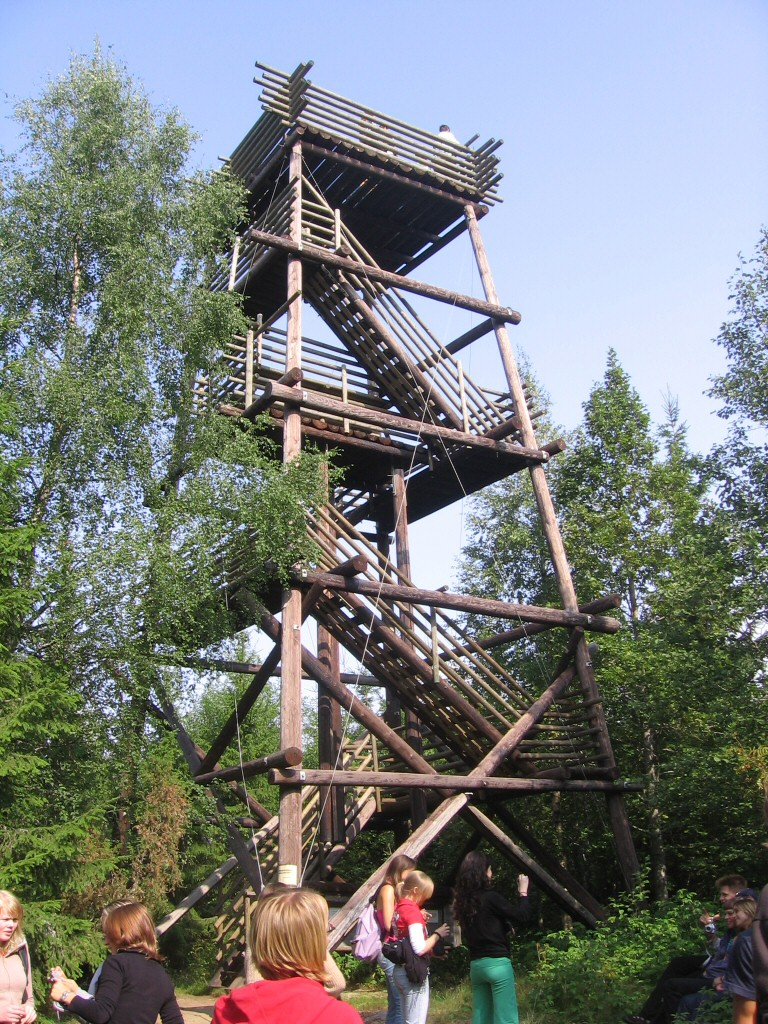
Tour d'observation construite en 1995.
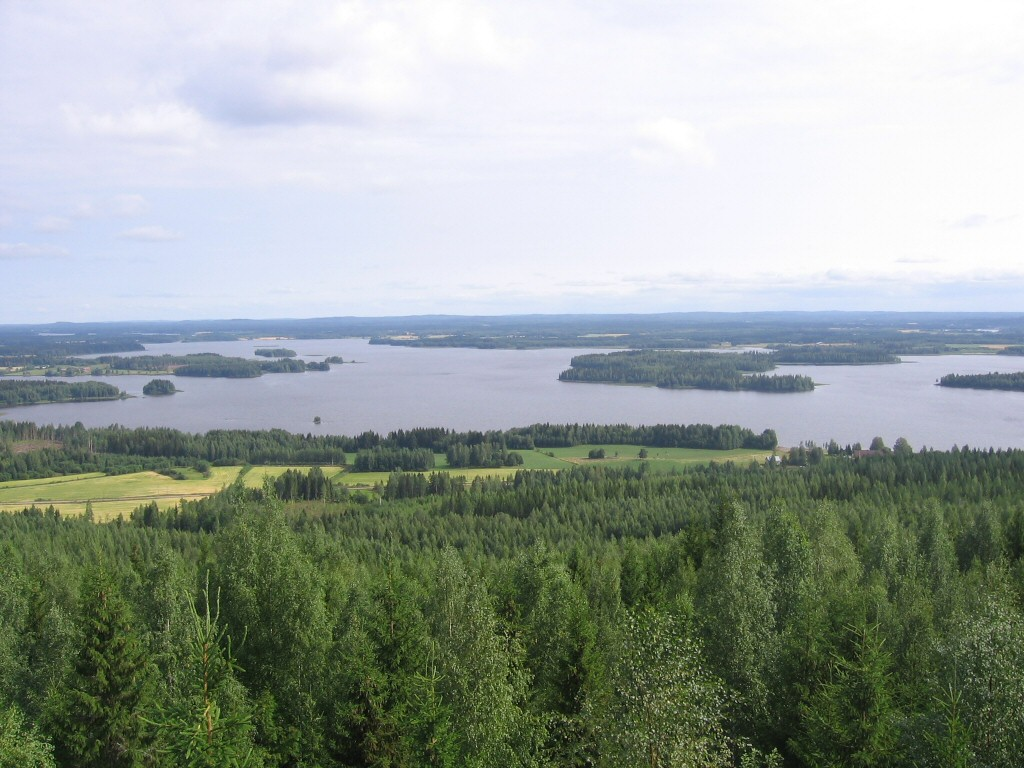
Le panorama vu de la tour.
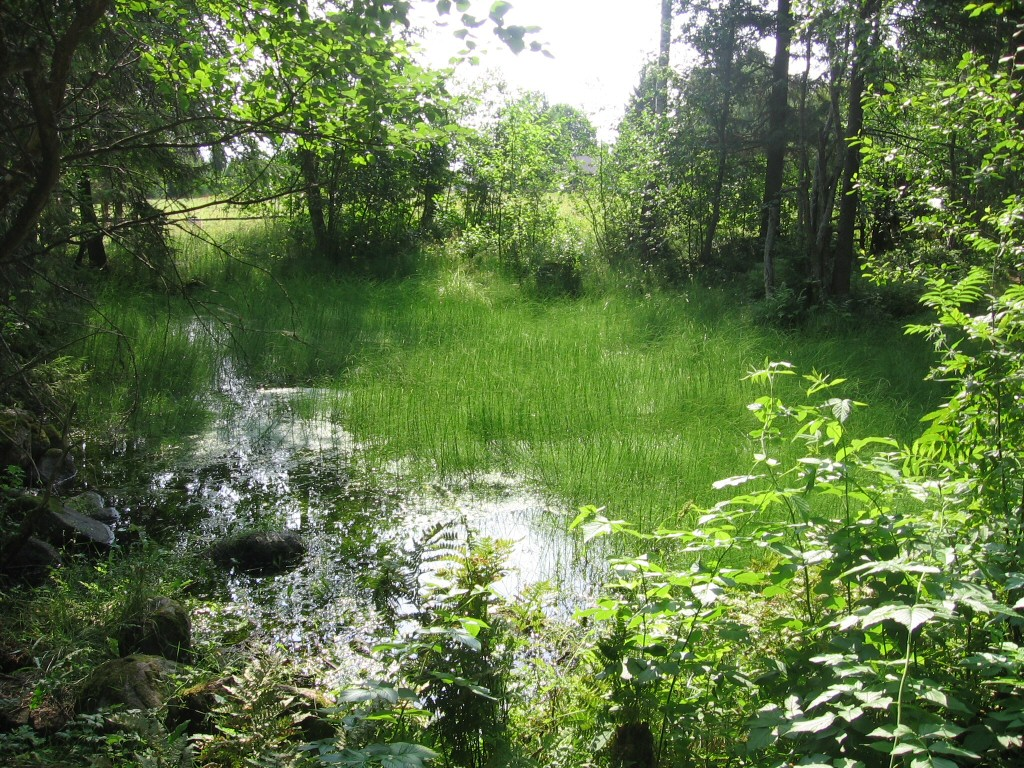
Un étang.
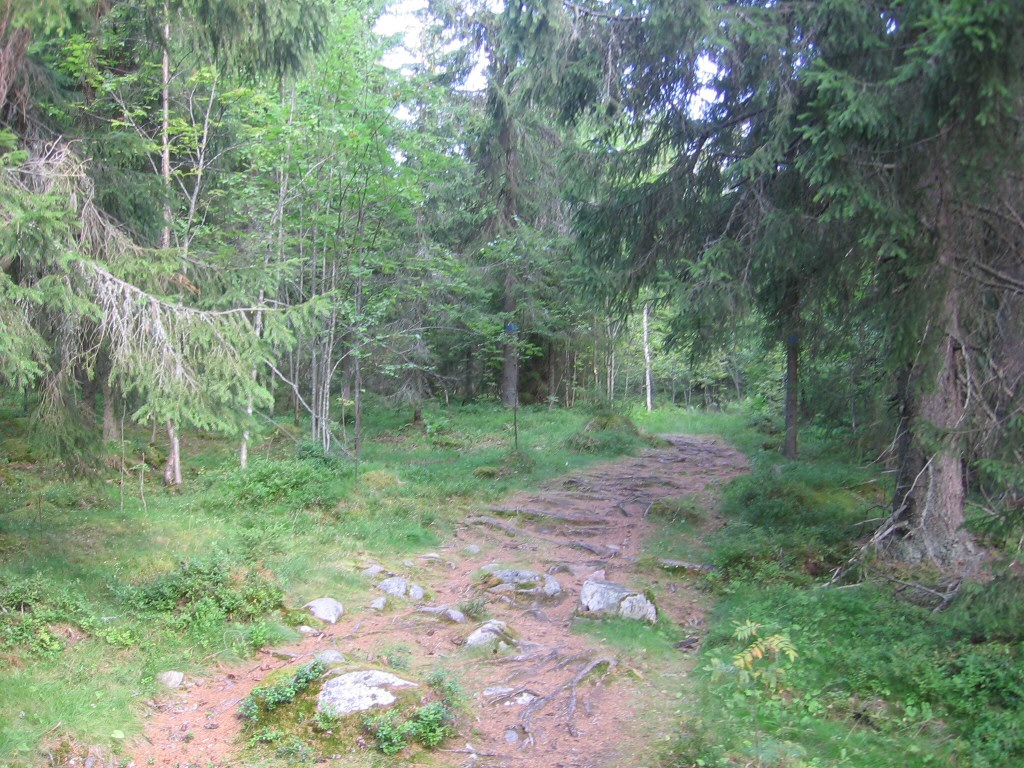
Le chemin de randonnée.
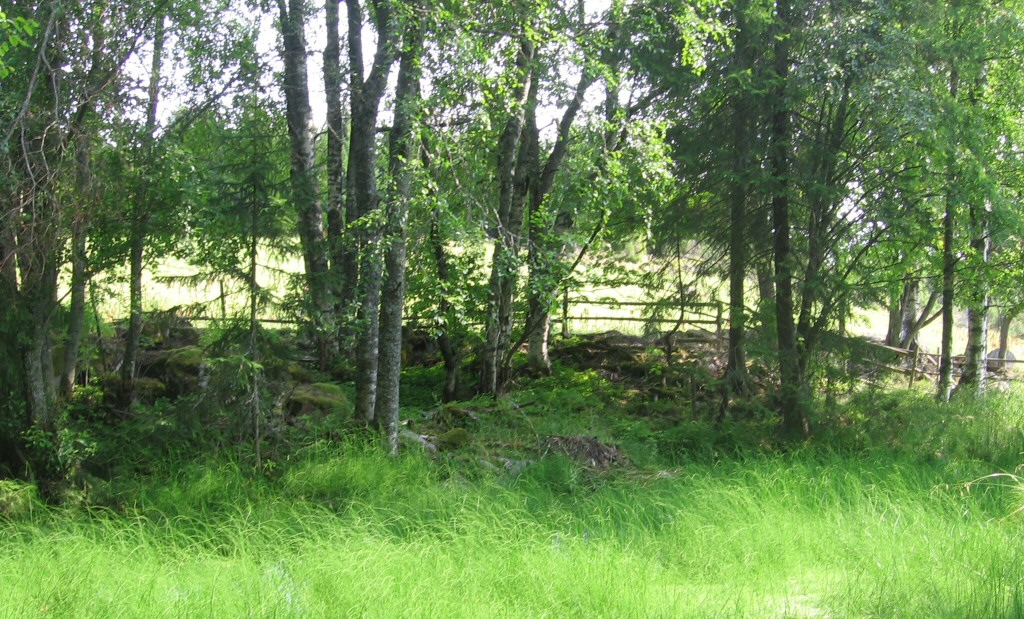
Paysage.